# Perizoma carnata
Perizoma carnata är en fjärilsart som beskrevs av Alpheus Spring Packard 1874. Perizoma carnata ingår i släktet Perizoma och familjen mätare. Inga underarter finns listade i Catalogue of Life.